# Diaphlebia
Genre
Diaphlebia  est un genre  dans la famille des Gomphidae appartenant au sous-ordre des Anisoptères dans l'ordre des Odonates. 

## Liste d'espèces
Ce genre comprend 2 espèces :
- Diaphlebia angustipennis Selys, 1854
- Diaphlebia nexans Calvert, 1903